# 鄭小同
鄭 小同（てい しょうどう、興平2年（194年）? - ?）は、中国三国時代の魏に仕えた儒学者。字は子真。祖父は鄭玄。父は鄭益。本貫は青州北海国高密県。

## 経歴
父の鄭益は後漢時代末期に、北海国相の孔融に孝廉に挙げられ、仕えた(23歳)。黄巾軍の管亥が孔融の居城を包囲する。鄭益は孔融の救出をはかり交戦するが戦死した(27歳)。鄭小同は父の遺腹の子で、丁卯の日に生まれた。祖父は丁卯の年に生まれ、また手相がよく似ていたので、孫に「小同」と名付けた。
魏が成立した後、華歆は曹丕（文帝）に上奏して「先賢を顕彰するため、その子孫を召し出すべきです」と意見した。祖父が「儒宗」と呼ばれる高名な儒学者だったので、鄭小同は召し出され郎中に任じられた。この時30歳であった。
後に司馬師が曹芳（斉王）の廃位を行なった時、廃位を要求する上奏の中に、鄭小同は名を連ねている。
曹芳に代わって曹髦（高貴郷公）が帝位に即くと、正元2年（255年）に司空の鄭沖らとともに『尚書』の講義を行なった。甘露3年（258年）、周代の三老五更の故事を元に、鄭小同は五更に任じられた。
ある日、鄭小同が司馬昭の家を訪問した時、司馬昭は密書をしたためていた。まだ、封をしないまま厠で用を足していたため、用を済ませ鄭小同の来訪に気付いた司馬昭は「卿は吾が手紙を読んだか」と聞いた。鄭小同が読んでいない旨を答えたが、司馬昭はなおも疑い、後に彼を毒殺してしまった。